# Roel Verschueren
Roel Verschueren (Gent, 9 mei 1954) is een Vlaams publicist, journalist, auteur en vertaler. Verschueren woont en werkt in Wenen.

## Leven en werk
Verschueren studeerde aan het Sint-Barbara- en Sint-Lievenscollege in Gent en Toegepaste Communicatie aan het HIBO, later Egon, nu Arteveldehogeschool. In april 2008 verscheen zijn eerste roman Zwijg als je praat bij uitgeverij Lemmens (Valkenburg), de Duitse vertaling verscheen in maart 2011 bij Picus Verlag (Wenen). In april 2010 verscheen Stof, een bundel columns en essays, die onder andere in de online kranten van De Standaard en De Tijd verschenen en op diverse andere websites waarvoor hij regelmatig bijdragen levert. In september 2010 verscheen Morgen is van mij. Een antwoord op seksueel misbruik in de kerk bij Lannoo. Zijn jongste roman De ongevraagde gast verscheen in februari 2014 bij uitgeverij Kramat.
Verschueren is zelf de uitgever van een online literatuurlijst (boeken, artikels, columns, audio- en videoreportages, documentaires) over seksueel misbruik binnen de Katholieke Kerk.